# Lutgarde Lescouhier
Lutgarde Lescouhier (Oostkamp, 16 juni 1922 - Brugge, 14 april 2008) was een keramiste, grafisch ontwerper en borduurster van wandtapijten. Ze trad toe tot de kloostergemeenschap van de Zusters Maricolen in Brugge onder de kloosternaam Zuster Katarina. Lescouhier was leerkracht aan het Technisch Instituut Heilige Familie, de middelbare school die aan het klooster verbonden was.

## Biografie
Lutgarde Lescouhier behaalde het diploma "Beroepsregentes Snit en Naad" aan het Technische Instituut Heilige Familie in Brugge in 1942. Ze begon haar carrière als lerares in haar geboorteplaats Oostkamp. Na haar intrek in het Klooster van de Zusters Maricolen in Brugge (Oude Zak 34) in 1950 bleef ze zich verder scholen. In 1959 behaalde ze het diploma "Regentes Vaktekenen" aan het Technisch Instituut Heilige Familie en twee jaar later rond ze de opleiding Binnenhuisarchitectuur af in Gent. Een groot deel van haar leven werkte ze als leerkracht plastische kunsten en later als technisch adviseur aan Technisch Instituut Heilige Familie. Daarnaast profileerde ze zich als zelfstandig kunstenares met een voorkeur voor wandtapijten, grafiek en keramiek. 

## Werk
Het werk van Lutgarde Lescouhier is sterk geïnspireerd door haar christelijke geloofsovertuiging en natuurbeleving. Bijbelverhalen en natuurlijke motieven – in het bijzonder planten, water en de zon – herhalen zich in alle disciplines die ze beoefende.
Tijdens de jaren 1950 en 1960 legde Lutgarde Lescouhier zich voornamelijk toe op keramiek. Op haar initiatief werd het keramiekatelier van het Technisch Instituut uitgerust met een grote oven. Haar keramisch werk, vaak gekleurd met emailverf, omvat schalen, tegels, bloemen en panelen met Bijbelse taferelen. Haar grafisch werk uit die periode bestaat hoofdzakelijk uit kerstkaarten, geboortekaarten en doodsprentjes. In de jaren 1970 en 1980 verlegde Lescouhier haar focus naar grote wandtapijten. Een van haar voornaamste werken is het wandtapijt El Castillo Interior, geïnspireerd op de mystieke tekst Innerlijke burcht van de heilige Teresa van Avila. In diezelfde periode startte ze ook met het boetseren van santons of kleine heiligenbeelden. In haar grafisch werk maakte Lescouhier steeds meer gebruik van fotografische montages waarin ze foto’s van haar santons combineerde met teksten in kalligrafisch schrift. 
Lutgarde Lescouhier of Zuster Katarina signeerde sommige van haar werken met de letter K, waarbij het verticale been in een kruis uitloopt. 
Een aanzienlijk aantal wandtapijten en santons bleef bewaard in het klooster van de Zusters Maricolen, samen met fotoalbums die haar volledige oeuvre documenteren. Het wandtapijt Familie bevindt zich in de permanente collectie van Design Museum Gent.  

## Tentoonstellingen
Lutgarde Lescouhier nam deel aan diverse tentoonstellingen, waaronder:
- Scheppend Ambacht, Huidevettershuis in Brugge, 1962-1963-1964
- Vooruitstrevende, moderne religieuze kunst, Gent, 1964
- Benelux kunstambachten, Kursaal Oostende, 1968